# Just Hits
Just Hits es el nombre de un álbum de estudio de la cantante venezolana Diveana. Fue producido en Venezuela por Luis Alva. Fue lanzado al mercado por Latina el 2 de junio de 1996. Algunos de los sencillos que se promocionaron de este disco fueron: "Sola", "Tengo" y, "Y Te Vas" fueron algunas canciones de este disco que mejor calaron a nivel de radio.

## Canciones
1. Un Poquito
2. Tus Ojos
3. Sola 
4. Por Quererte Tanto
5. Oh Oh, Tu No Ves
6. Lo Que Siento Contigo 
7. Me Falta Todo 
8. Dame Que Te Doy
9. Tengo 
10. Noches de Medialuna 
11. De Amor y de Miel 
12. Lejos de Ti Cerca del Cielo 
13. Cuando Tú Estás Conmigo
14. Y Te Vas
- Datos: Q56377252